# Rosemarie Gabriel
Rosemarie Gabriel (República Democrática Alemana, 27 de febrero de 1956) es una nadadora alemana retirada especializada en pruebas de estilo mariposa, donde consiguió ser medallista de bronce olímpica en 1976 en los 200 metros.

## Carrera deportiva
En los Juegos Olímpicos de Montreal 1976 ganó la medalla de bronce en los 200 metros mariposa, con un tiempo de 2:12.86 segundos, y el oro en los relevos de 4 x 100 metros estilos, por delante de Estados Unidos y Canadá.
En el Campeonato Mundial de Natación de 1973 de Belgrado ganó dos oros en 200 metros mariposa y 4 x 100 metros estilos, y plata en 100 metros mariposa, y dos años después, en el Campeonato Mundial de Natación de 1975 de Cali ganó las mismas tres medallas en las mismas pruebas que dos años antes.